# Уганда на Светском првенству у атлетици у дворани 2003.
Уганда је учествовала на Светском првенству у дворани 2003. одржаном у Бирмингему од 14. до 16. марта. Репрезентацију Уганде на њеном седмом учешћу на светским првенствима у атлетици у дворани представљала је један такмичар, који се такмичио у трчању на 1.500 м.
На овом првенству Уганда није освојила ниједну медаљу а њен предаставник постигао је свој најбољи резултат сезоне.

## Резултати

### Мушкарци
| Атлетичар    | Дисциплина | Лични рекорд | Квалификације | Квалификације | Финале               | Финале  | Детаљи |
| Атлетичар    | Дисциплина | Лични рекорд | Резултат      | Место         | Резултат             | Место   | Детаљи |
| ------------ | ---------- | ------------ | ------------- | ------------- | -------------------- | ------- | ------ |
| Џулијус Ачон | 1.500 м    | 3:39,14      | 3:41,85       | 3. у гр 3     | Није се квалификовао | 10 / 26 |        |